# اولین بار (ترانه الی گولدینگ و کیگو)
اولین بار (به انگلیسی: First Time) نام قطعه‌ای است از دی‌جیِ نروژی کیگو و خواننده و آهنگسازِ انگلیسی الی گولدینگ. این قطعه ۲۸ آوریل سال ۲۰۱۷ به عنوان دومین تک‌آهنگِ آلبومِ آیندهٔ کیگو منتشر شد.

## موزیک ویدئو
۱۲ می ۲۰۱۷ الی گولدینگ و کیگو تیزرهایی از موزیک ویدئو در شُرُف انتشار این قطعه در اینستاگرام و توییتر خود منتشر کردند. این موزیک ویدئو ۲۲ می ۲۰۱۷ در کانال یوتیوب کیگو منتشر شد. این قطعه توسط متیو کالن کارگردانی شده‌است.